# Gibson Thunderbird

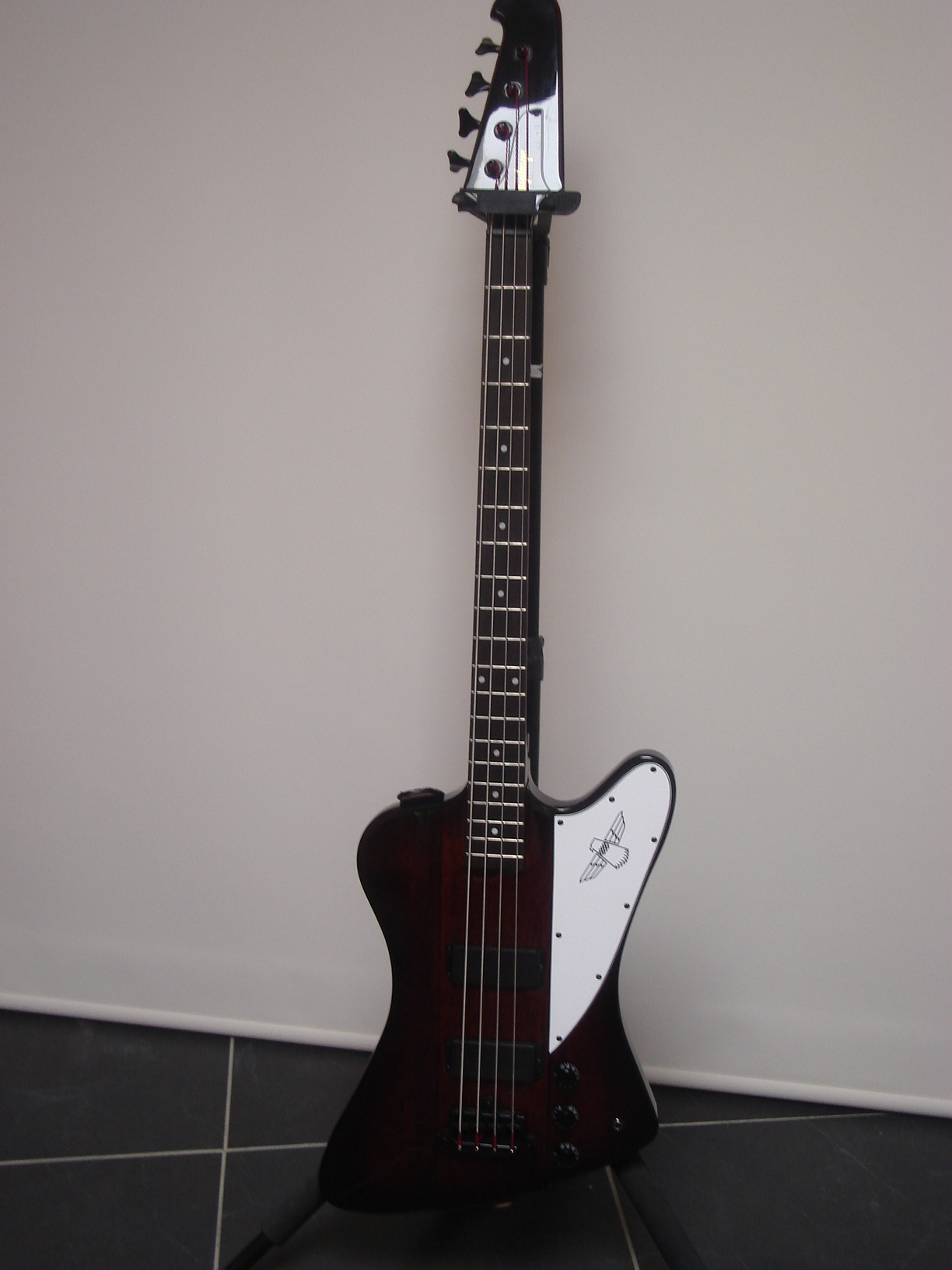
Thunderbird Epiphone

El Gibson Thunderbird és un baix elèctric fabricat per Gibson.
Va ser introduït al mercat en 1963, quan Fender era el líder al mercat de baixos amb la introducció, dotze anys abans, del Precision Bass.

## Disseny i construcció
El Thunderbird va ser dissenyat pel nord-americà Raymond H. Dietrich (dissenyador d'actuacions Chrysler, Lincoln, Checker) juntament amb la guitarra Firebird, la que s'assembla en disseny, construcció, i nom. El baix Thunderbird, com el Rickenbacker 4000 sèries i com la guitarra Firebird van ser dissenyats simultàniament, utilitzant la configuració Neck-through, on la fusta del coll passa amb la longitud sencera al cos, amb la resta del cos enganxat en el lloc, en resum, el màstil i la fusta del coll (la que passa a ser un bloc) van units com una sola peça de l'instrument. Mentre que els baixos anteriors de Gibson tenien una escala curta de 30 ½, el Thunderbird tenia escala de 34 " escala igual a la 34 " dels baixos Fender. Hi havia originalment dos models de Thunderbird, el Thunderbird II (una pastilla) i Thunderbird IV (dues pastilles).

### Non-reverse Thunderbird
En 1966, Gibson canvia el seu disseny i construcció. El Thunderbird (i la Firebird) tenien un cos "reverse", ja que era pràcticament a l'inrevés, on la banya que havia de ser més llarg era més curt i viceversa, després es va canviar a una que no tenia el cos a l'inrevés, sent anomenat el "non-reverse", però va tenir problemes amb Fender, ja que era molt semblant a la Fender Jazzmaster, així van ser retirades del mercat. Seguint això, el robust però el costós coll de la construcció va ser substituït per la construcció tradicional de coll fix de Gibson. El "reverse" es va fabricar fins a 1969 i els "non-reverse" són buscats per col·leccionistes a causa de la seva raresa i escassetat.

## Models actuals de Thunderbirds
- Gibson Thunderbird IV
- Gibson Thunderbird Studio (4 cordes)
- Gibson Thunderbird Studio (5 cordes)
  - Epiphone Thunderbird IV
  - Epiphone Goth Thunderbird
  - Epiphone Thunderbird Pro (actiu)

Els sis models són amb el disseny "reverse".